# Tour de France Automobile 1970
Tour de France Automobile 1970 (15. Tour de France Automobile) – 15. edycja rajdu samochodowego Tour de France Automobilen rozgrywanego we Francji. Rozgrywany był od 19 do 27 września 1970 roku. Była to szesnasta runda Rajdowych Mistrzostw Europy w roku 1970.

## Klasyfikacja rajdu
| Miejsce                      | Kierowca                     | Pilot                        | Samochód                     | Czas                         | Strata                       |                              |
| Klasyfikacja generalna i ERC | Klasyfikacja generalna i ERC | Klasyfikacja generalna i ERC | Klasyfikacja generalna i ERC | Klasyfikacja generalna i ERC | Klasyfikacja generalna i ERC | Klasyfikacja generalna i ERC |
| ---------------------------- | ---------------------------- | ---------------------------- | ---------------------------- | ---------------------------- | ---------------------------- | ---------------------------- |
| 1.                           | Jean-Pierre Beltoise         | Jean Todt                    | Matra Simca MS650            |                              | 0.0                          |                              |
| 2.                           | Henri Pescarolo              | Johnny Rives                 | Matra Simca MS650            |                              |                              |                              |
| 3.                           | Gérard Larrousse             | Maurice Gélin                | Porsche 911 ST 2.4           |                              |                              |                              |
| 4.                           | Guy Chasseuil                | Christian Baron              | Porsche 911 ST 2.3           |                              |                              |                              |
| 5.                           | Jacques Rey                  | Jean-Marie Jacquemin         | Porsche 911 S 2.2            |                              |                              |                              |
| 6.                           | Claude Ballot-Léna           | Jean-Claude Morenas          | Porsche 914/6                |                              |                              |                              |
| 7.                           | Giorgio Pianta               | GianBattista. Alemanni       | Alfa Romeo 2000 GTA          |                              |                              |                              |
| 8.                           | Henri Balas                  | Roland Imbert                | Porsche 914/6                |                              |                              |                              |
| 9.                           | Jean-Pierre Hanrioud         | Michel Viollet               | Porsche 911 S 2.2            |                              |                              |                              |
| 10.                          | Jean Selz                    | Jean Jacques Cochet          | Porsche 911 S 2.2            |                              |                              |                              |